# تومونوبو ایتاگاکی
تُومُونُوبو ایتاگاکی (ژاپنی 板垣 伴信) (انگلیسی: Tomonobu Itagaki؛ زادهٔ ۱ آوریل ۱۹۶۷) یک توسعه‌دهنده بازی‌های ویدئویی متولد شده در توکیو اهل ژاپن است.